# Сільчук Юлія Миколаївна
Юлія Миколаївна Сільчук (до шлюбу Баран, нар. 15 травня 1986, с. Мельники-Річицькі Ратнівського району Волинської області) — українська письменниця, поетеса, літературний критик. Інколи друкується під псевдонімом Юля Полісянка.

## Біографія
Юлія Баран) — уродженка Західного Полісся.
Закінчила факультет україністики Волинського національного університету імені Лесі Українки, захистилася на кафедрі теорії літератури.
Писати поезію і прозу почала у шкільні роки. Публікувала твори в літературному часописі «Дзвін», альманасі ВОО НСПУ «Світязь», журналах та колективних збірниках, в районній та обласній періодиці. Була учасницею творчої наради в Коктебелі (2005 р., Крим), Київського форуму молодих літераторів (2019 р., Київ).
Авторка кількох поетичних збірок («Озвучення тиші», «Календаризую почуття», «Реінкарнації») і дебютної книжки прози «У тілі жінки» (К.: Саміт-книга, 2020). Літературно-критичні статті публікує у соцмережах, на літературних порталах та в інтернет-виданнях (зокрема, «Золота пектораль», «Буквоїд», «УЛГ», «Порт-Фоліо» тощо).
З 2021 року — член Національної спілки письменників України.
Проживає у селі Гішин Ковельського району Волинської області, викладає зарубіжну літературу в Гішинській гімназії.

## Творчість
Поетичні збірки:
- Баран Ю. М. Золоті дні: літературно-художнє видання. Луцьк: ВАТ «Вол. обл. друкарня», 2002. 40 с.
- Сільчук Ю. М. Озвучення тиші: поезії. Луцьк: ВАТ «Вол. обл. друкарня», 2010. 124 с.
- Сільчук Ю. М. Календаризую почуття: інтимна лірика. Луцьк: Надстир̕’я, 2019. 100 с.
- Сільчук Ю. М. Реінкарнації: поезія. Луцьк: Надстир̕’я, 2020. 152 с.

Прозові книжки:
- Полісянка Юля. У тілі жінки: збірка повістей. Київ: Саміт-книга, 2020. 152 с.
- Полісянка Юля. Вісім кольорів веселки: повість, оповідання. Луцьк: Надстир'я, 2023. 164 с.

Поетичні добірки та прозові твори в альманахах, колективних збірниках і періодичних виданнях:
- «Дзвін» (2005)
- «Педагогічний пошук» (2003)
- «Всесвітня література в школі» (2019)
- «Коктебель — 2005: Зорі над морем» (2006)
- «Світязь» (2003, 2019, 2020)
- «Україна — моя батьківщина» (2006)
- «Ратнівщина» (1996—2019)
- «Луцький замок» (2004)
- «Волинь» (2004)
- «Коли душі торкнеться слово» (2017)
- «Скіфія» (2021)

Публікувалася в періодичних виданнях: «Золота пектораль», «Буквоїд», «УЛГ», Літературна Україна, «Порт-Фоліо» (Канада).

## Відзнаки
- Лауреатка Міжнародної літературно-мистецької премії імені Пантелеймона Куліша (Україна, 2020, за книжку віршів «Реінкарнації»).
- Переможниця IV Всеукраїнського літературного конкурсу ім. Григора Тютюнника (Україна, 2020, за збірку повістей «У тілі жінки»).[1]
- Лауреатка Міжнародної літературної премії «Сад божественних пісень» імені Григорія Сковороди (Україна, 2021, за значну творчу діяльність).[2]
- Лауреатка Міжнародного літературно-мистецького конкурсу імені де Рішельє (Україна — Німеччина, нагорода «Золотий Дюк», 2021).[3]
- Фіналістка Міжнародного молодіжного конкурсу «Гранослов» (2021 р., номінація «Проза», за повість «8 кольорів веселки»).